# Zaynab Fawwaz
Zaynab Fawwaz (arabiska: زينب فواز), född ca 1860 i Tibnin, död 1914 i Kairo, var en libanesisk författare, poet, dramatiker, journalist och historiker. Hon var en arabisk kvinnlig författarpionjär och feminist.
Fawwaz kom från en shitisk familj och växte upp i Tibnin i södra Libanon, som då var en del av Osmanska riket. Som ung tros hon ha arbetat som hushållerska hos den sydlibanesiska prinsen, vilket ledde till att hon lärde känna prinsens fru Fatima Al-Khalil som var poet och som kom att bli hennes handlare.
Hon flyttade senare till Egypten där hon fick texter publicerade i ett flertal tidningar. Hennes texter berörde kvinnors sociala situation och motsatta sig bland annat idén om att kvinnor endast skulle ta hand om barn och hushåll. Hon menade även att kvinnor hade samma intellektuella förmåga som män och att de därför borde ha rätt att vara delaktiga i samhället på samma villkor.
1893 skrev Fawwaz pjäsen Al-Hawā wa-al-Wafā som var den första på arabiska som skrivits av en kvinna. 1899 gav Fawwaz ut sin första roman, vilken hade självbiografiska inslag. 1809 publicerade hon en uppslagsbok med biografier över kända kvinnor.